# Sint-Catharinakerk (Sint-Katelijne-Waver)

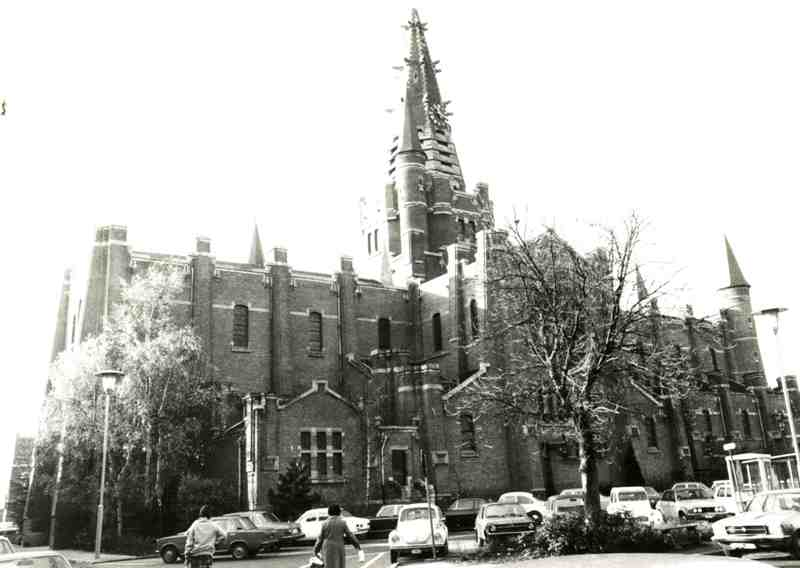
Oude Sint-Catharinakerk

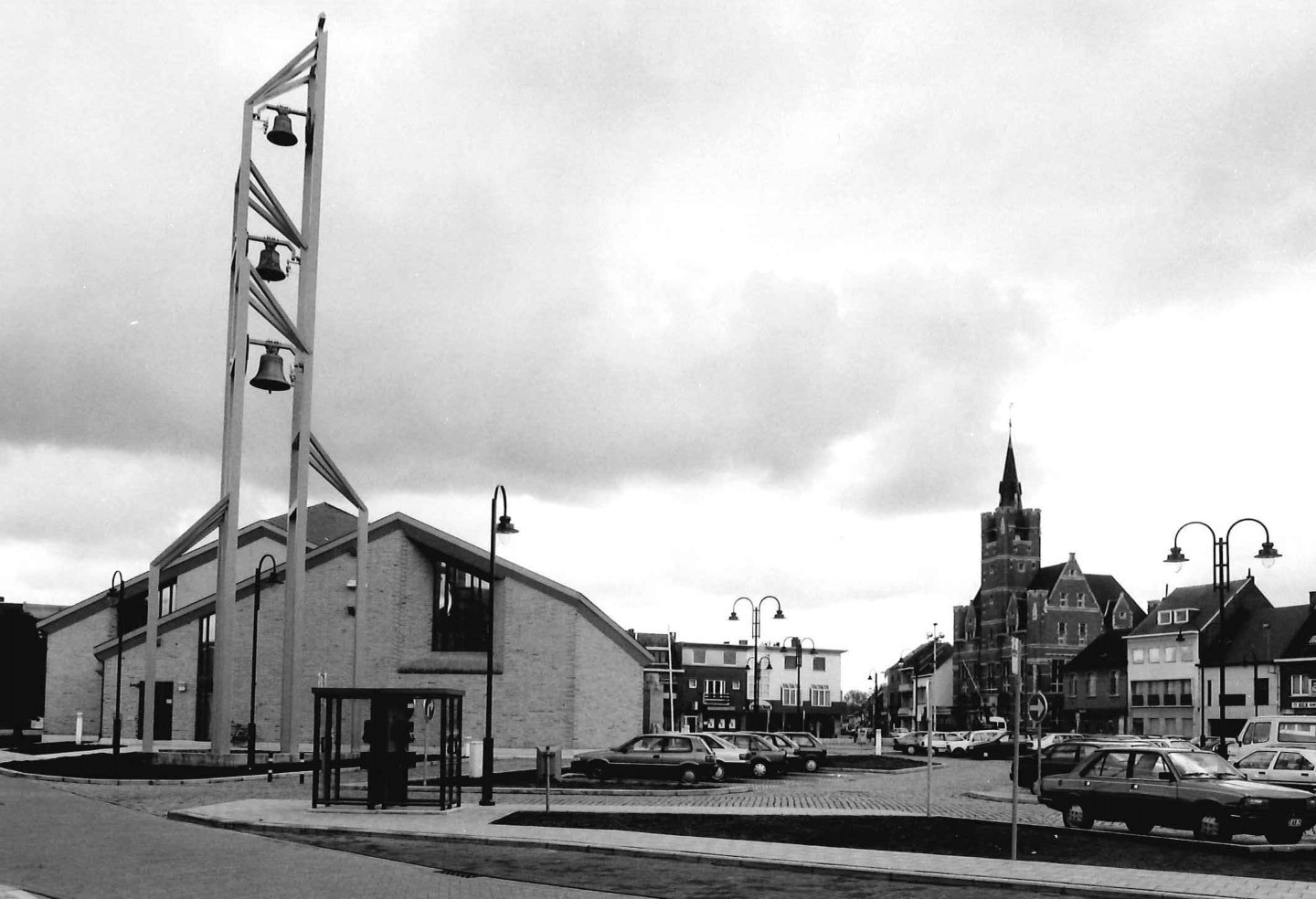
Nieuwe Sint-Catharinakerk

De Sint-Catharinakerk is een parochiekerk in de Antwerpse plaats Sint-Katelijne-Waver, gelegen aan de Markt.

## Geschiedenis
De Sint-Catharinaparochie werd voor het eerst vermeld in 1286. De parochiekerk, die uit omstreeks 1640 stamde, werd in 1914 verwoest tijdens de strijd om het Fort van Sint-Katelijne-Waver.
In 1925-1926 werd een nieuwe kerk gebouwd die zeer groot en monumentaal was. Het was een bakstenen kruiskerk in een soort art decostijl met een zware vieringtoren, naar ontwerp van Jaak Alfons Van der Gucht.
Tijdens de jaren 70 van de 20e eeuw bleek deze kerk bouwkundige gebreken te vertonen en bouwvallig te raken. Hoewel er ook stemmen opgingen om de kerk te restaureren werd uiteindelijk tot sloop besloten.
Jaren later, in 1993, werd een nieuw kerkgebouw opgetrokken in de stijl van het naoorlogs modernisme en veel kleiner en functioneler dan de voorganger. Deze kerk werd ontworpen door de architecten Pluymers en Serneel. Het is een zaalkerk op een zeshoekige plattegrond. In een losstaande open klokkentoren van gegalvaniseerd staal hangen een drietal klokken. Bavo Tiebos ontwierp de glas-in-loodramen.